# Prometeo incatenato (Nicolas-Sébastien Adam)
Prometeo incatenato, anche nota come Prometeo legato sul monte Caucaso, un'aquila gli divora il fegato, è una statua in marmo realizzata nel 1762 da Nicolas-Sébastien Adam; raffigura il titano Prometeo che subisce il suo castigo, incatenato sul monte Caucaso. Nel gruppo scultoreo è altresì visibile un'aquila, rappresentata mentre divora le interiora del titano.

## Storia

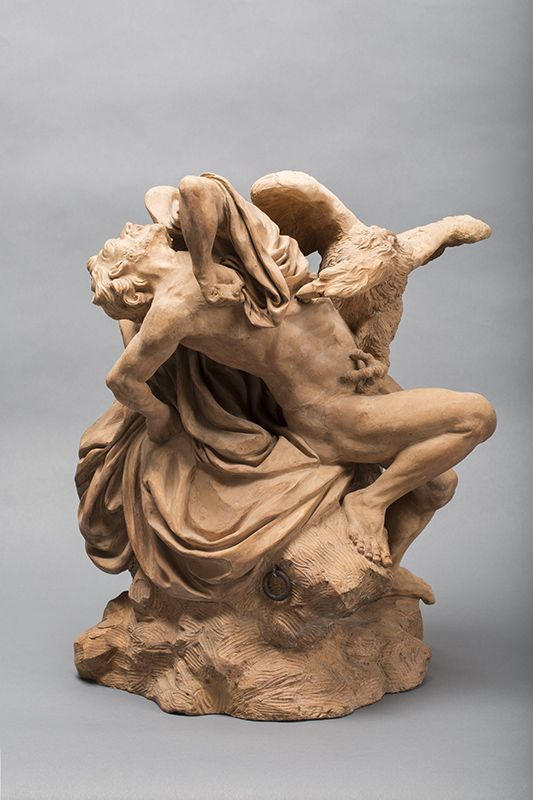
Prometeo dilaniato da un'aquila, studio in terracotta del 1738 circa, conservato presso il Museo della Lorenadi Nancy.

Presentato come morceau de reception, ossia come pezzo di presentazione, per l'Académie royale de peinture et de sculpture il 27 giugno 1762, nella cui collezione entrerà subito dopo, il gruppo scultoreo fu esposto al Salon del 1763 e del 1768. Fu sequestrato durante la Rivoluzione francese nell'agosto del 1793, dal 1798 fu conservato presso il Musée spécial de l'École française; nel 1824 risultava nell'inventario dei depositi di quest'ultimo museo, sito a Versailles, prima di entrare a far parte della collezione del Museo del Louvre, presumibilmente nel 1849, dove tuttora è esposto.

## Descrizione
L'artista sceglie di rappresentare proprio il momento in cui l'aquila, Aithon, con il becco squarcia il ventre per divorare il fegato di Prometeo, raffigurato già nudo e legato al monte Caucaso. Scegliendo proprio questo momento di sofferenza, Adam dà al gruppo scultoreo un gusto barocco, adoperando tutto il suo virtuosismo per scolpire la muscolatura del titano, finemente dettagliata, e per sviluppare tutta la torsione del suo corpo sofferente. Il modo di concepire il dolore e il contorcersi da esso procurato ricorda, peraltro, il celebre gruppo del Laocoonte.